# Psathyropus guttata
Psathyropus guttata is een hooiwagen uit de familie Sclerosomatidae.